# USS Stewart (DD-224)
USS Stewart var en amerikansk jagare som tjänstgjorde under andra världskriget för USA:s flotta och den kejserliga japanska flottan.
Jagaren byggdes år 1920 på William Cramp & Sons i Philadelphia och fick namn efter konteramiral Charles Stewart. Hon enrollerades i det som idag är USA:s sjunde flotta.
År 1942 skadades fartyget i en drabbning med japanska styrkor och sjönk i hammen i Surabaya på Java. Hon bärgades av japanerna och byggdes om till patrullbåten Dai-102-Gō shōkaitei (patrullbåt nr 102).
Rapporter om en amerikansk jagare bakom fiendens linjer förbryllade de allierade men mysteriet löstes när man fann USS Stewart i Kure i Japan i slutet av kriget. Hon övertogs av USA:s flotta vid en ceremoni den 29 oktober 1945 och återfick beteckningen DD-224. Nammet Stewart bars redan av ett annat fartyg, USS Stewart (DE-238), som är museifartyg i Galveston i Texas.

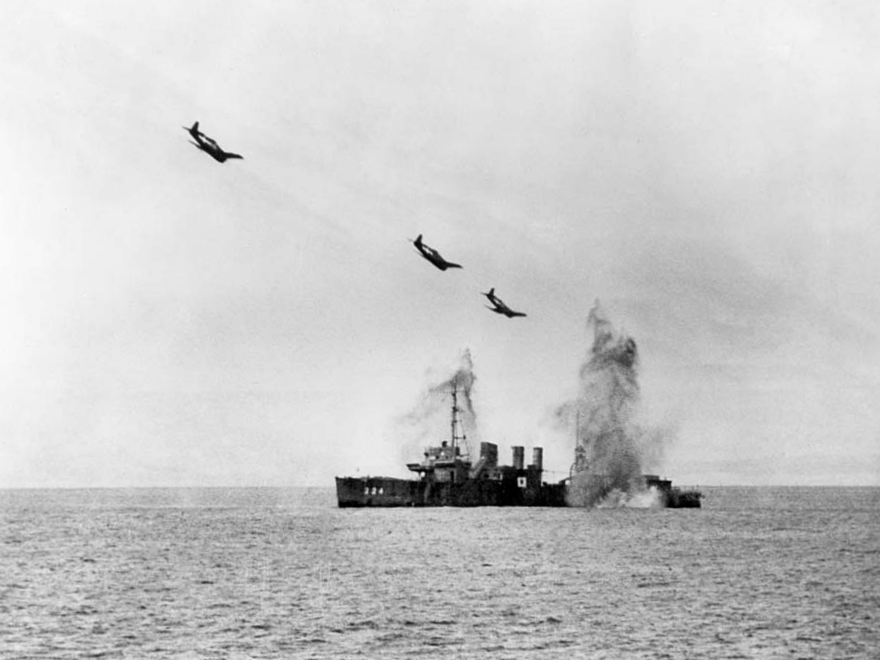
Sänkningen av DD-224

DD-224 började hemresan till USA men i närheten av Guam havarerade motorena och hon togs på släp. Hon anlände till San Francisco den 26 mars 1946 och ströks ur rullorna den 17 april samma år.
Den 24 maj 1946 bogserades hon till sjöss som måltavla och sänktes under raketbeskjutning från Vought F4U Corsair och Grumman F6F Hellcat jaktflygplan.
Hösten 2024 lokaliserades vraket av USS Stewart på 1 000 meters djup utanför Kaliforniens kust av en 
autonom undervattensfarkost
från företaget Ocean Infinity.
Bilder tagna av en 
fjärrstyrd undervattensfarkost   
visar att jagaren är i förvånansvärt gott skick.